# Shinichi Terada
Shinichi Terada (født 10. juni 1985) er en japansk fodboldspiller, som spiller for den japanske fodboldklub Tochigi SC.